# Aguilera (volcà)
Aguilera (2.546 msnm) és un estratovolcà al sud de Xile, que s'eleva per sobre de la riba del camp de gel patagó sud. És a l'oest del llac Argentino i el nord-est del fiord Peel al sud dels Andes.